# Zodarion korgei
Zodarion korgei är en spindelart som beskrevs av Jörg Wunderlich 1980. Zodarion korgei ingår i släktet Zodarion och familjen Zodariidae.
Artens utbredningsområde är Turkiet. Inga underarter finns listade i Catalogue of Life.